# Louis I. de Brancas
Louis I. de Brancas (* 14. Februar 1663; † 24. Januar 1739 in Paris) war Duc de Villars und Pair de France.

## Leben
Louis I. de Brancas war der älteste Sohn von Louis François de Brancas, Duc de Villars, und Marie-Madeleine Girard. Am 1. März 1663 wurde er getauft, seine Paten waren König Ludwig XIV. und Anne-Marie-Louise d’Orléans.
Mit dem Tod seines Vaters 1679 wurde er der 3. Duc de Villars und Pair de France. Mit Ehevertrag vom 25. Juli 1680 (und Dispens wegen der nahen Verwandtschaft) heiratete er seine Cousine Marie de Brancas (* um 1661; † 27. August 1731 im Palais Royal, etwa 70 Jahre alt), Tochter seines Onkels Charles de Brancas und Susanne Garnier. Ihre Kinder waren:
- Louis-Antoine de Brancas, * 2. August 1682; † 19. Februar 1760, Duc de Villars und Pair de France, Comte de Lauraguais; ⚭ 14. Dezember 1709 Schloss Sceaux Marie-Angélique Fremyn de Moras, Tochter von Guillaume, Comte de Moras, Président à mortier au Parlement de Metz, und Marie-Angélique Cadeau
- Marie-Joseph de Brancas, * 18. Oktober 1687, Marquis d’Oyse, Juli 1715 Capitaine-Lieutenant des Gendarmes d’Orléans, 1. Februar 1719 Brigadier de Cavalerie, Chevalier de Saint-Louis, Februar 1725 Inspecteur-général de Cavalerie, 1. August 1734 Maréchal-des-Camps et Armées du Roi

Am 14. Dezember 1709 trat er als Herzog und Pair zugunsten seines älteren Sohnes zurück. Am 9. September 1721 zog er sich in die Abtei Le Bec in der Normandie zurück.
Kurz nach dem Tod seiner Frau, im Oktober 1731, verließ er die Abtei wieder. Er ließ sich im Institut des Oratoire de France in Paris nieder. Am 24. Februar 1738 schloss er die Ehe mit Louise-Diane-Françoise de Clermont-Gallerande, Tochter von Pierre-Gaspard de Clermont-Gallerande, Chevalier des Ordres du Roi, Lieutenant-général de des Armées du Roi, und Gabrielle-Françoise d’O, Witwe von Georges-Jacques de Beauvilliers, Marquis de Saint-Aignan († 9. Juni 1734). Er starb ein knappes Jahr später bei den Oratorianern.

### Weblink
- Libro d’Oro della Nobilità Mediterranea – de Brancas – Duchi di Villars e Pari di Francia (online, ohne Quellenangaben, abgerufen am 10. Januar 2020)